# 王想
王想，唐朝末年人物，五代十国時期閩國缔造者王潮、王审知的堂弟。
王想随王审知入闽。他的散官到达从三品的银青光禄大夫，勳官达到正二品的上柱国，摄行福州长乐（今福建省福州市长乐区）县令。他为官负有干材，县事得到治理。